# Nitokra evergladensis
Nitokra evergladensis is een eenoogkreeftjessoort uit de familie van de Ameiridae. De wetenschappelijke naam van de soort is voor het eerst geldig gepubliceerd in 2002 door Bruno & Reid, in Bruno, Reid & Perry.